# Bactris campestris
Bactris campestris é uma pequena palmeira (1–5 m de altura), encontrada em Trinidad e Tobago, Venezuela, Guiana, Suriname, Guiana Francesa e Brasil; Govaerts also reports it from Colombia.